# Acidosi làctica
L'acidosi làctica és una condició fisiològica que es caracteritza per un pH baix en els teixits corporals i en la sang (acidosi) acompanyada de l’augment del lactat, especialment del D-Àcid làctic, i és considerada com un tipus diferenciat d'acidosi metabòlica. Aquesta condició es produeix normalment quan les cèl·lules reben poc oxigen (hipòxia), per exemple durant un exercici enèrgic. En aquesta situació, el dany causat en la respiració cel·lular indueix a la disminució dels nivells de pH. Simultàniament, les cèl·lules són forçades a metabolitzar glucosa anaeròbicament, la qual cosa promou la formació de lactat. Per tant, una concentració elevada de lactat és indicatiu d’hipòxia als teixits, d'isquèmia, i de possibles danys. L’acidosi làctica es caracteritza per uns nivells de lactat >5 mmol/L i per un pH del sèrum<7.35.

## Fisiopatologia
La majoria de cèl·lules del cos normalment cremen glucosa per formar aigua i diòxid de carboni. Aquest procés consta de dos passos. En primer lloc, la glucosa és trencada i esdevé piruvat per mitjà de la glucòlisi. En segon lloc, els mitocondris oxiden el piruvat a aigua i diòxid de carboni mitjançant el cicle de Krebs i la fosforilació oxidativa. Aquest segon pas requereix oxigen. El resultat net és l'ATP, el transportador d’energia utilitzat per la cèl·lula per tal d’aportar treball útil com la contracció muscular. Quan l'energia en forma d’ATP és utilitzada durant el treball cel·lular (hidròlisi d’ATP), es produeixen protons. El mitocondri normalment incorpora aquests protons a l’ATP, d’aquesta manera es prevé l’increment de protons i es manté un pH neutre. 

Si l’abast d’oxigen és insuficient (hipòxia), els mitocondris no poden continuar sintetitzant la proporció necessària d’ATP que la cèl·lula requereix i que cal que li sigui subministrada. En aquesta situació, s'incrementa la glicòlisi per proveir una quantitat addicional d’ATP, i l'excés de piruvat produït és convertit en lactat i alliberat al torrent sanguini, on s'acaba acumulant.

Encara que l’increment de glicòlisi ajuda a compensar la manca d’ATP procedent de la fosforilació oxidativa, no pot unir els protons resultants de la hidròlisi de l’ATP. Així doncs, la concentració de protons augmenta i causa acidosi. 

Formació del lactat per mitjà de la glucòlisi i de la fermentació làctica

Hi ha un pensament força estès que explica que l'excés de protons en l’acidosi làctica en realitat deriva de la producció d’àcid làctic. Això és incorrecte. Les cèl·lules no produeixen àcid làctic, sinó que el piruvat és convertit directament a lactat, la forma aniònica de l’àcid làctic. Quan l'excés intracel·lular de lactat és alliberat a la sang, el manteniment de l'electroneutralitat requereix un catió (per exemple, un protó) per ser també alliberat. Això pot reduir el pH sanguini.

La glicòlisi, combinada amb la producció de lactat, és neutral en el sentit que no produeix excés de protons. Tot i això, la producció de piruvat sí que en produeix. La producció de lactat s'amortitza dins la cèl·lula, per exemple, l'enzim productor de lactat anomenat lactat deshidrogenasa uneix un protó per molècula de piruvat formada. Quan aquests sistemes amortitzadors se saturen, les cèl·lules transporten el lactat al torrent sanguini. En efecte, la hipòxia causa l’increment del lactat i l’acidificació, i el lactat és per tant un bon marcador de la hipòxia, encara que per ell mateix no és la causa d’un pH baix. 

De vegades, l’acidosi làctica ocorre sense hipòxia, per exemple en trastorns congènits poc comuns on els mitocondris no funcionen amb tota la seva capacitat. En aquests casos, quan el cos necessita més energia del que és habitual (per exemple, durant l'exercici o la malaltia), els mitocondris no poden satisfer la demanda d’ATP de les cèl·lules, i això dona lloc a l’acidosi làctica. També, els tipus musculars que tenen pocs mitocondris i que usen preferentment la glicòlisi per a la producció d’ATP (anomenats fibres del tipus I), són propensos de manera natural a l’acidosi làctica.

Els signes de l’acidosi làctica són: respiració profunda i ràpida, vòmits i dolor abdominal; símptomes que poden ser fàcilment confosos i associats a altres trastorns. 

L’acidosi làctica pot ser causada per la cetoacidosi diabètica o per malalties de fetge o de ronyó, així com per algunes formes de medicació (especialment les drogues antidiabètiques fenformina i metformina). La informació d’algunes drogues anti-VIH (antiretrovirals) alerten els metges de la necessitat de buscar regularment els símptomes de l’acidosi làctica causats per toxicitat mitocondrial. La toxicitat dels metalls pesants, incloent enverinament per arseni, pot incrementar els nivells de lactat i induir també a una acidosi metabòlica generalitzada.

## Classificació
La classificació de Cohen-Woods categoritza les causes de l’acidosi làctica com les següents:
- Tipus A: Disminució de la perfusió o de l’oxigenació.
- Tipus B: 
  - B1: Patologies base (de vegades, causant el tipus A)
  - B2: Medicació o intoxicació
  - B3: Error congènit de metabolisme

## Causes
Existeixen moltes causes diferents d’acidosi làctica. Aquestes inclouen:
- Causes genètiques
  - Miopatia mitocondrial amb encefalopatia, lactacidosi, ictus tipus (MELAS)
  - Diabetis mellitus i sordesa
  - Glucogenosi
  - Deficiència de la fructosa 1,6-difosfatasa
  - Deficiència de la piruvat deshidrogenasa
- Fàrmacs
  - Fenformina[8]
  - Metformina[9]
  - Toxicitat de la isoniazida
  - Inhibidor de la transcriptasa inversa anàleg de nucleòsid
  - Cianur de potassi (enverinament de cianur)
- Altres
  - Hipòxia i isquèmia
  - Hemorràgia
  - Toxicitat de l'etanol
  - Sèpsia
  - Xoc (circulatori)
  - Malalties hepàtiques
  - Cetoacidosi diabètica
  - Exercici muscular
  - Isquèmia regional (isquèmia intestinal, cel·lulitis marcada...)
  - Limfoma de Hodgkin i limfoma de Burkitt

## Condicions associades
L’acidosi làctica és un procés subjacent del rigor mortis. Els teixits dels músculs dels difunts recorren al metabolisme anaeròbic en absència d’oxigen, i unes quantitats significatives d’àcid làctic són alliberades al teixit muscular. Aquest fet, juntament amb la pèrdua d’ATP, causa la rigidesa muscular.
L’acidosi làctica també pot ser resultat de la deficiència de vitamina B1 (tiamina), que si es dona de manera prolongada, pot derivar en la malaltia del beri-beri.

## En els animals
Els rèptils, que depenen principalment de l'energia procedent del metabolisme anaeròbic (glicòlisi) per a moviments intensos, pot ser particularment susceptible a l’acidosi làctica. En concret, durant la captura de cocodrils grossos, l’ús que aquests animals fan dels seus músculs glicolítics normalment altera el pH de la sang fins al punt que no poden respondre als estímuls o moure's. Hi ha casos registrats en què els cocodrils grossos que oposen una gran resistència a la seva captura, posteriorment moren a causa del desequilibri resultant de pH.